# Srabani Nanda
Srabani Nanda (* 7. Mai 1991 in Phulbani, Odisha) ist eine indische Leichtathletin, die sich auf den Sprint spezialisiert hat.

## Karriere
Erste internationale Erfahrungen sammelte Srabani Nanda im Jahr 2007, als sie bei den Jugendweltmeisterschaften in Ostrava mit der indischen Sprintstaffel (1000 Meter) in 2:10,18 min den fünften Platz belegte. im Jahr darauf erreichte sie bei den Commonwealth Youth Games in Pune das Halbfinale im 200-Meter-Lauf und schied dort mit 24,92 s aus, gewann aber mit der indischen 4-mal-100-Meter-Staffel in 46,27 s die Goldmedaille. 2010 schied sie bei den Juniorenasienmeisterschaften in Hanoi im 100-Meter-Lauf mit 12,49 s in der ersten Runde aus und gewann mit der Staffel in 45,82 s die Silbermedaille. Anschließend nahm sie mit der Staffel an den Commonwealth Games in Neu-Delhi teil und gewann dort in 45,25 s die Bronzemedaille hinter den Teams aus England und Ghana. Anschließend erreichte sie bei den Asienspielen in Guangzhu mit 45,23 s Rang fünf mit der Staffel.
2013 belegte sie bei den Asienmeisterschaften in Pune in 24,38 s den siebten Platz über 200 Meter und wurde mit der Staffel in 45,03 s Vierte. Im Jahr darauf verfehlte sie bei den Commonwealth Games in Glasgow mit 44,81 s den Finaleinzug mit der Staffel und erreichte anschließend bei den Asienspielen im südkoreanischen Incheon mit 44,91 s Rang sechs. 2015 wurde sie bei den Asienmeisterschaften in Wuhan in 11,48 s Fünfte über 100 Meter und gewann über 200 Meter in 23,54 s die Bronzemedaille hinter den Kasachinnen Wiktorija Sjabkina und Olga Safronowa. Zudem klassierte sie sich mit der Staffel in 45,72 s auf dem vierten Platz. 2016 siegte sie bei den Südasienspielen in Guwahati in 23,91 s über 200 Meter und gewann im 100-Meter-Lauf in 11,72 s die Silbermedaille hinter der Sri-Lankerin Rumeshika Rathnayake. Außerdem gewann sie mit der Staffel in 45,79 s die Silbermedaille hinter dem Team aus Sri Lanka. Kurz darauf ging sie bei den Hallenasienmeisterschaften in Doha im 60-Meter-Lauf an den Start, wurde dort aber im Vorlauf disqualifiziert. Über 200 Meter nahm sie im August auch an den Olympischen Spielen in Rio de Janeiro teil, schied dort aber mit 23,58 s in der Vorrunde aus.
2017 belegte sie bei den Asienmeisterschaften in Bhubaneswar in 23,67 s den fünften Platz und gewann mit der Staffel in 44,57 s die Bronzemedaille hinter den Teams aus Kasachstan und China. 2022 belegte sie mit der Staffel bei den Commonwealth Games in Birmingham in 43,81 s den vierten Platz und 2025 gewann sie bei den Asienmeisterschaften in Gumi in 43,86 s gemeinsam mit S.S Sneha, Abinaya Rajarajan und Nithya Gandhe die Silbermedaille hinter dem chinesischen Team.
2015 wurde Nanda indische Meisterin in der 4-mal-100-Meter-Staffel sowie 2023 und 2024 über 200 Meter.

## Persönliche Bestzeiten
- 100 Meter: 11,36 s (+1,7 m/s), 5. Juni 2021 in Miramar
  - 60 Meter (Halle): 7,33 s, 28. Januar 2017 in Kingston
- 200 Meter: 23,07 s (+0,7 m/s), 26. Juni 2016 in Almaty